# Яковлев, Иван Семёнович
Иван Семёнович Я́ковлев (1907—1973) — советский учёный-историк, государственный деятель, деятель образования.

## Биография
Родился в деревне Заячья Сельга крестьянской семье, карел. Окончил в 1923 году Ведлозерскую школу.
В 1929—1930 годах — председатель правления Ведлозерского кредитного товарищества, с 1930 года — председатель колхоза «Красное Ведлозеро».
После окончания в 1936 году Коммунистического политико-просветительного института им. Н. К. Крупской работал заведующим Петрозаводского Дома политического актива.
В 1938—1940 годах — народный комиссар просвещения Карельской АССР.
Участник Советско-финской войны (1939—1940).
В 1940—1944 годах — прокурор, военный прокурор Кировской железной дороги.
В 1944—1948 годах — секретарь ЦК ВКП(б) Карело-Финской ССР, в 1948 году окончил Академию общественных наук при ЦК ВКП(б).
В 1948—1956 годах — ректор Карело-Финского государственного университета.
В дальнейшем преподавал политическую историю в Петрозаводском филиале Ленинградского института инженеров железнодорожного транспорта.